# Территориальная прелатура Хесус Мария дель Наяр
Территориальная прелатура Хесус Мария дель Наяр (лат. Territorialis Praelatura Nayariana de Iesu et Maria) — территориальная прелатура Римско-Католической церкви с центром в городе Эль-Наяр, Мексика. Территориальная прелатура Хесус Мария дель Наяр входит в митрополию Гвадалахары. Кафедральным собором территориальной прелатуры Хесус Мария дель Наяр является церковь Пресвятой Девы Марии и Иосифа.

## История
13 января 1962 года Римский папа Иоанн XXIII издал буллу Venerabilis Frater, которой учредил территориальную прелатуру Хесус Мария дель Наяр, выделив её из архиепархии Дуранго, епархий Колимы и Сакатекаса.

## Ординарии епархии
- епископ Manuel Romero Arvizu (24.05.1962 — 27.06.1992);
- епископ José Antonio Pérez Sánchez (27.06.1992 — 27.02.2010);
- епископ Jesús González Hernández (27.02.2010 — 11.02.2022 — назначен епископом Чильпансинго-Чилапы);
  - Sede vacante (2022—2025);
- епископ Andrés Sáinz Márquez (26.02.2025 — по настоящее время).

## Источник
- Annuario Pontificio, Ватикан, 2007
- Булла Venerabilis Frater, AAS 55 (1963), стр. 75  (лат.)